# 東京電視台天王洲攝影棚

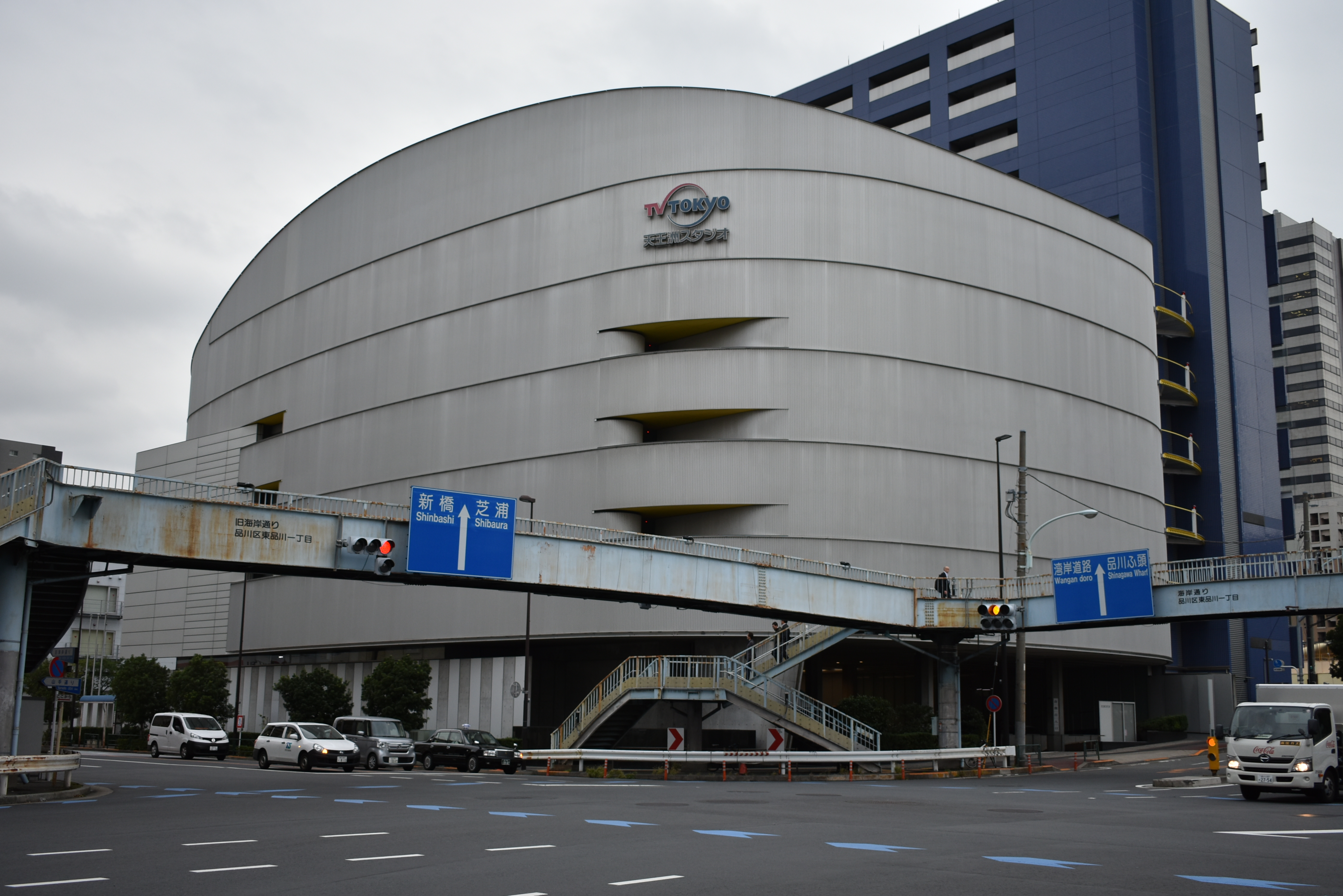
天王洲攝影棚

東京電視台天王洲攝影棚（日语：テレビとうきょうてんのうずスタジオ）是位於日本東京都品川區東品川的一座電視攝影棚，通稱「天王洲攝影棚」，獲得了第42屆BCS賞。這座建築由清水建設施工，在1998年3月開工1999年12月8日竣工，12月12日開始運用，耗資120億日元。建築地下有2層，地上有12層，內有2個攝影棚。